# 각계역
각계역(Gakgye station, 覺溪驛)은 충청북도 영동군 심천면 각계리에 있는 경부선의 철도역이다.
이 역에는 아침에만 무궁화호 상행 1편성이 정차하고, 하행에는 정차하는 열차가 없다. 2014년 4월 30일까지 동대구발 서울행 제 1304 무궁화호 열차만 정차했으며, 다음 날인 2014년 5월 1일부터 동대구발 영주행 제 4301 무궁화호 열차(충북종단열차)만 1회 정차한다.
이 역의 주된 수요는 아침에 대전으로 장사를 하러 가는 각계리 주민들이다.

## 연혁
- 1964년 7월 1일 : 무배치간이역으로 영업 개시[2]
- 1966년 7월 2일 : 역사 신축 준공
- 1966년 7월 5일 : 배치간이역으로 승격[3]
- 1972년 7월 20일 : 배치간이역에서 무배치간이역으로 격하
- 1980년대 : 을종 승차권 대매소로 전환
- 1991년 1월 1일 : 승차권 대매소 폐지, 무배치간이역으로 격하[4]
- 2014년 5월 1일 : 충북종단열차 운행 개시, 경부선 중지
- 2025년 3월1일 : 충북종단열차 운행중지

## 역 구조
2면 2선의 승강장이다. 승강장 번호는 없다. 열차가 영주방향(상행)으로 아침에 1회만 정차하고, 하행에는 정차하는 열차가 없어서 하행 승강장은 사실상 쓰이지 않는다고 볼 수 있다.

### 승강장
| ↑ 심천 |
| \| 하  |
| 영동 ↓ |

| 역사 쪽     | 경부선(하행) | 미사용                  |
| 역사 반대편 | 경부선(상행) | 대전 · 오송 · 영주 방면 |

## 인접한 역
| 경부선         | 경부선          | 경부선           |
| -------------- | --------------- | ---------------- |
| 심천 영주 방면 | 무궁화호 충북선 | 영동 동대구 방면 |